# Список номархов Махеджа
Хронологический перечень царских наместников (егип. ḥȝty-ʿ — номархов) XVI нома Верхнего Египта Махедж, известного также под названием Антилопий ном.
| Номарх                   | Оригинал имени | Основной титул                                                                                        | Время правления                                                                                        | Родственные связи                           |
| ------------------------ | -------------- | --- | --- | ------------------------------------------- |
| VI династия              |                | | |                                             |
|                          |                | | |                                             |
| Первый переходный период |                | | |                                             |
|                          |                | | |                                             |
|                          |                | | |                                             |
|                          |                | | |                                             |
| XI династия              |                | | |                                             |
| Бакет I                  | bȝqt           | Номарх и великий предводитель нома Махедж                                                             | середина XXI века до н. э., при Ментухотепе II                                                         |                                             |
| Бакет II                 | bȝqt           | Номарх и великий предводитель нома Махедж                                                             | конец XXI век до н. э.                                                                                 | Сын Бакета I и Джехутики                    |
| Рамушенти                | rȝ-mw-šnti     | Номарх и великий предводитель нома Махедж                                                             | начало XX века до н. э.                                                                                |                                             |
| Бакет III                | bȝqt           | Номарх и великий предводитель нома Махедж                                                             | 1-я четверть XX века до н. э., при Ментухотепе IV и Аменемхете I                                       | Сын Рамушенти и Хетепрау (Хетеперфу)        |
| XII династия             |                | | |                                             |
| Хети I                   | ẖty            | Номарх и великий предводитель нома Махедж, надзиратель за Восточной пустыней                          | 1-я половина XX века до н. э., при Аменемхете I                                                        | Сын Бакета III                              |
| Хети II                  | ẖty            | | до 5 года правления Аменемхета I (до около 1971 года до н. э.)                                         | Сын Хети I и Хнумхетеп                      |
| Хнумхотеп I              | ẖnmw-ḥtp       | Наследный князь, номарх Менат-Хуфу, великий предводитель нома Махедж, распорядитель жрецов            | с 5 года правления Аменемхета I (с около 1971 года до н. э.)                                           | Рождённый Бакет                             |
| Нахти I                  | nḫtj           | Номарх Менат-Хуфу, великий предводитель нома Махедж, надзиратель за Восточной пустыней                | середина XX века до н. э., при Сенусерте I                                                             | Сын Хнумхотепа I                            |
| Амени                    | jmny           | Наследный князь, номарх и великий предводитель нома Махедж, распорядитель жрецов                      | с 18 по 43 годы правления Сенусерта I (около 1938—1913 годы до н. э.)                                  | Рождённый Хену                              |
| Нетернахт                | ntr-nḫt        | Наследный князь, надзиратель за Восточной пустыней, распорядитель жрецов Хора                         | между 43 годом правления Сенусерта I и 19 годом Аменемхета II (между 1913 и 1895 годами до н. э.)      | Рождённый Арихетеп                          |
| Хнумхотеп II             | ẖnmw-ḥtp       | Наследный князь и номарх Менат-Хуфу, надзиратель за Восточной пустыней, распорядитель жрецов, херихеб | с 19 года правления Аменемхета II по после 6 года Сенусерта II (около 1895 — после 1876 года до н. э.) | Сын Нехери III и Бакет, дочери Хнумхотепа I |
| Хнумхотеп IV             | ẖnmw-ḥtp       | Наследный князь и номарх Менат-Хуфу                                                                   | после 6 года правления Сенусерта II (после 1876 года до н. э.)                                         | Сын Хнумхотепа II и Тинит                   |